# Francobolli ed erinnofili dell'Istituto Poligrafico italiano
L'Istituto Poligrafico e Zecca dello Stato italiano ha emesso, nel corso degli anni, oltre che i valori postali per tutti gli usi (francobolli, marche, cambiali, modulistica), anche alcune particolari emissioni a scopo filatelico e commemorativo a carattere erinnofilo, cioè privo di valore postale. Sono numerosi infatti gli erinnofili e i foglietti commemorativi emessi a tema che tutt'oggi vengono realizzati.

## Emissioni del Poligrafico più rappresentative
- 1935 - "Unione Nazionale Protezione Antiaerei" - striscia di 5 erinnofili di soggetti differenti
- 1941 - Regio Esercito - Effigie del generale Badoglio in carminio - usato anche come franchigia militare
- 1945(?) - L.50 Assistenza ai disoccupati carminio scuro - Comitato Provinciale di Roma
- 1945/46 - Emissione detta "Vittime Politiche" (A beneficio del Comitato Nazionale pro Vittime Politiche) - Emissione di numerosi valori da 1L. (carminio o verde), 2L. (carminio, vermiglio, verde, bruno, nocciola o azzurro) e 5 su 2 Lire (azzurro) con effigi di vittime politiche - Sono note con le effigi di: Albertelli, Amendola, Artale, Bendicenti, Berettini, Bracchi, Brandimarte, Buazzi, Bussi, Capuani, Casadei, Chiesa, Colorni, Corbari, D'Acquisto, De Bosis, Enriques, Fiore, Fontana, Gamondi, Gasparotto, Gesmundo, Giglio, Ginzburg, Gramsci, Greppi, Guarnieri, Lordi, Lorenzoni, Martelli, Martini, Matteotti, Minzoni, Montezemolo, Morosini, Mosca, Papagallo, Parenti, Pintor, Rodrigues, Rosselli, Santoro (anche in azzurro 5 L. su 2L.), Sardone, Simoni, Spazzoli, Tani, Vassalli, Versari, Fratelli Vigorelli, Wuillermin. Hanno avuto un certo uso anche postale, riconosciuti come francobolli fino al 1947, si conoscono anche alcuni su lettera. Sono stati usati anche come Marca da bollo, con annulli a datario, sulle ricevute.
- 1948/50 (?) - Croce Rossa Italiana - Serie di 3 erinnofili bicolori ad opera dell'incisore C.Mezzana - 5 L. "Pronto soccorso" rosso e bruno, 10 L. "Assistenza all'infanzia" rosso e verde, 50 L. "Trasfusione di sangue" rosso e violetto - Sono stati occasionalmente utilizzati anche per l'uso postale (non autorizzato).
- 1950 (?) - Serie "Roma antica e moderna" - Un foglietto di 40 chiudilettera erinnofili in grigio ardesia senza valore, e quattro foglietti di 40 chiudilettera in diversi colori (verde, azzurro, rosso e seppia), con la scritta sul foglio "Il foglio di 40 francobolli chiudilettera vale 200 lire".
- 1952 - Mostra del francobollo sportivo, Lupa e anelli olimpici, bruno scuro e verde
- 1956 - "Prudenza sulla strada" - Foglietto di 24 chiudilettera erinnofili a colori policromi, con scene e motti automobilistici
- 1954 o 55 - "Pro Istituto Nazionale Orfani Vigili del Fuoco" - 50 Lire nero e azzurro
- 1956 - "1.000.000ª Vespa" - Simbolo della Piaggio e Vespa - nero e azzurro
- 1956 - "Pro Patronato Scolastico" - Effigie di Emanuele Gianturco - 10 Lire verde
- 1956 - "Apostolato della Bontà nella Scuola"  - Effigie di San Giuseppe Calasanzio - 30 Lire azzurro
- 1956 - "3º Congresso Internazionale della Distribuzione dei Prodotti Alimentari" - Palazzo delle Civiltà dell'EUR di Roma - azzurro scuro e verde oliva
- 1958 - "Pro Patronato Scolastico" - Mamma e bambino - 10 Lire violetto
- 1961 - Serie "60° Annuale dell'Ordine dei Cavalieri del Lavoro" - nero e violetto (60° dell'Ordine), nero e bruno (Associazione Cavalieri del Lavoro), nero e azzurro (Assoc. Anziani di Azienda), nero e verde (Assoc. Maestri del Lavoro)
- 1970 - "Manifestazione del Centenario - Roma '70" - Foglio di 40 etichette, divise in 5 strisce di 8 stampate in diverse lingue, realizzate in giallo e nero, arancio e nero, azzurro e nero, in italiano (2 strisce ogni foglio), francese, inglese e tedesco. Furono inoltre realizzati 2 foglietti celebrativi policromi a 6 colori, non dentellati
- 1973 - XIII mostra del Francobollo "EUROPA" - Napoli 1973 - Pino del Vomero - vinaccia - non dentellato
- 1976 - Esposizione mondiale di filatelia "Italia '76" - chiudilettera autoadesivo non dentellato in rosso, verde e nero - Realizzato in fogli di 10, e libretti di 4 (rari). Fu realizzato sempre per Italia '76 un foglietto policromo raffigurante "l'uomo moderno" di Marinetti, stampigliato a caldo in argento durante la manifestazione con un timbro tondo "ITALIASETTANTASEI" - tiratura del foglietto 10.000 esemplari, e fu realizzato un foglio ricordo non dentellato in offset a 1 colore formato 200x200 raffigurante la serie celebrativa di Italia '76 di francobolli (non comune).

## Prove e Saggi
Sono stati nel tempo realizzati saggi e prove, utilizzando alcuni soggetti di francobolli, per testare nuove macchine più moderne, su tirature considerevoli. Per molti anni scambiati per semplici erinnofili, sono stati da qualche anno nobilitati e inseriti nei principali cataloghi come prove di stampa. Alcuni sono precursori di tipi di francobolli realizzati solo molti anni dopo, sono stati distribuiti alle manifestazioni filateliche o alle Poste Centrali, e hanno avuto saltuariamente un uso postale (raro).
- 1950 - Studio del nuovo tipo ESPRESSO "Ist. Poligrafico dello Stato" - Prova stampata in rotocalcografia (dentellata) o in sistema tipografico (non dentellata) - ape, simboli del lavoro e torchio, simbolo della stamperia - azzurro su bianco (non dentellato), oppure con cifra 00000 in rosso, azzurro o verde (dentellati) - tiratura di pochi fogli da 50 esemplari, rari.
- 1956 - Prova di Stampa "Michelangelo Buonarroti" per macchinette distributrici, francobollo dentellato su 4 lati, non dentellato orizzontalmente o non dentellato, realizzato in vinaceo o in bruno (dent. 14x14¼ su 4 lati o non dentellato orizzontalmente), oppure in verde (non dentellato) - le prove dentellate e non dentellate su 4 lati provengono da fogli di 100, mentre le prove non dentellate orizzontalmente provengono da bobine di 11 esemplari - stampa rotocalco.
- 1956 - Prova di Stampa "Testa di David di Donatello", per macchinette distributrici, due francobolli non dentellati orizzontalmente o dentellati su 4 lati, realizzati in coppie in bruno e rosso oppure bruno e verde - stampa calcografica.
- 1960 - Saggio non adottato "Caravaggio" - Soggetto non adottato che è stato utilizzato per il verso del biglietto di banca da 100.000 Lire - "L.00" policromo, non dentellato - 5 esemplari noti
- 1963 - Prova di Stampa "Testa di David di Michelangelo" - Stampa rotocalco su carta senza filigrana - Realizzato in tre tipi: rosso dent. 14, verde dent. 14, e non dentellato in verde e oro. Tiratura 400 esemplari per i dentellati, 300 per il non dentellato.
- 1965 - Celebrazioni Dantesche - Prove di stampa della nuova macchina Goebel rotocalcografica a 4 colori, realizzate in policromia e nelle sue componenti: solo nero, celeste-azzurro, rosso vinaceo, giallo arancio. Foglio di 50 pezzi conosciuti.
- 1966 - "Flora" - Prova di stampa della nuova macchina Goebel a 4 colori - rotocalcografia in fogli da 40 esemplari, dent. 14¼x14 - Vaso di fiori in vaso, con sotto la scritta "Istituto Poligrafico dello Stato" in verde.
- 1972 - "Tipo Flora di G.B. Tiepolo" - Speciment di un francobollo realizzato a 5 colori con la nuova macchina rotativa Goebel B.R.M. - Fogli da 25 esemplari - policromo - Tiratura presunta 20.000 - Si può trovare anche usato filatelicamente o più raramente colpito da timbro postale.
- 1974 - "Giovanni Fattori 1825-1908" - Prova di un francobollo in calcografia a 1 colore più offset a 4 colori - fogli di 24 esemplari con scritte bilingue francese-italiano sul margine - Emesso e distribuito per la mostra di Parigi del 1974. Tiratura 10.000 esemplari circa. Si conosce qualche raro uso filatelico contemporaneo, con il timbro della manifestazione filatelica di Livorno.

Negli ultimi anni si è parlato anche di un esemplare da 900 lire della Serie "Donne dell'arte" sfuggito alla distruzione e circolante nel mercato filatelico. Valutazioni e informazioni sono tutte ancora da verificare. Comunque è da considerarsi come prova di stampa poiché non è stato mai distribuito ufficialmente.

## Foglietti dell'IPZS

Foglietto di erinnofili realizzato per l'emissione del francobollo ordinario della Serie "Castelli d'Italia" sulla Rocca di Mondavio del 1980 da 250 lire

L'Istituto Poligrafico e Zecca dello Stato (I.P.Z.S.) ha emesso oltre che semplici erinnofili un gran numero di foglietti commemorativi, anche riproducenti bozzetti di francobolli realizzati o ipotetici. Questi ultimi foglietti sono i più ricercati dai collezionisti. La particolarità di alcuni erinnofili è di essere del tutto simili o uguali ai francobolli, con addirittura il valore stampigliato sopra, sbarrato comunque da una linea obliqua. Alcuni di questi sono stati utilizzati e hanno viaggiato regolarmente per posta, scambiati dagli ufficiali postali per francobolli (Vedi foglietto sotto).